# Minibasket
Minibasket är en enklare form av basket som främst utövas av barn. Matcherna spelas på en låg korg och varken 24-sekundersregeln eller 8-sekundersregeln gäller. I minibasket kan matcher sluta oavgjorda.